# Constitución de Ghana

Escudo de armas de la República de Ghana.

La Constitución de Ghana es la ley suprema del país aprobada el 28 de abril de 1992, en ella se reconocen los derechos de los hombres y los ciudadanos y declara a la república con soberanía en el pueblo ghanés. En ella se separan los poderes presidenciales, del Parlamento y del poder judicial.
Además se estableció un sistema multipartidista de corte presidencial, en el que el jefe de Estado debería ser elegido por sufragio universal por un período de cuatro años, y en el que se le permite una sola reelección.
También se adicionó en ella la Cámara Nacional de Jefes, un Defensor del Pueblo, una Oficina Anticorrupción, el Consejo Independiente para los Medios de Comunicación, entre otros. Se encuentran garantizadas las libertades de expresión, asociación, manifestación y similares.

## Historia constitucional
En 1956 la Asamblea legislativa aprobó una resolución solicitando la independencia de la colonia británica de Costa de Oro la cual fue concedida el 6 de marzo de 1956. A raíz de ello se redactó una Constitución en 1957, estableciendo un sistema de gobierno con un primer ministro como jefe de Gabinete y respetando al monarca británico como jefe de Estado. Se estableció un sistema de gobierno parlamentario y convirtió la Asamblea legislativa en una Asamblea nacional y dejó lugar para posibles enmiendas.
En 1960 se realizaron las enmiendas a la Constitución transformando a Ghana en una república y al rol del primer ministro en Presidente, también se estableció un partido político estatal convirtiendo a Ghana en una república unipartidista donde la participación política era limitada o directamente prohibida.
En 1979 se realizó una nueva Constitución, pero tras el golpe de Estado de 1981 por parte del Teniente de Aviación Jerry Rawlings quedó suspendida. Se estableció un Consejo Provisional de Defensa Nacional (PNDC) compuesto por nueve miembros, con autoridad ejecutiva y legislativa, que fue el organismo que constituyó las asambleas regionales para descentralizar el poder, y se creó la Comisión Nacional para la Democracia (NCD).
El Consejo Provisional de Defensa Nacional (PNDC) autorizó a la Comisión Nacional para la Democracia (NCD) a llevar a cabo una consulta de carácter público para cotejar en los ghaneses el tipo de Estado que deseaban con un comité conformado por 258 miembros. El borrador de la propuesta fue aprobado el 28 de abril de 1992 y es conocida como la «Constitución de la Cuarta República», promulgada en enero de 1993.
La Constitución de la Cuarta República establece el fortalecimiento del Estado, la descentralización y los gobiernos locales, el sistema presidencialista de cuatro años de duración con posibilidad de una sola reelección, mayor libertad de prensa y la garantía de cumplimiento de derechos humanos fuandamentales.
En el año 2008 y tras la asunción de John Atta Mills se puso en marcha tras dos años el referéndum público para modernizar la Constitución planteando una mejora, dicha consulta debería finalizar en el año 2013.

## Parlamento
El Parlamento es la autoridad legislativa y está compuesto por una sola cámara, siendo integrado por 275 miembros elegidos por sufragio universal cada cuatro años.
El Vicepresidente o los ministros que no conforman el Parlamento tienen derecho a participar de las deliberaciones producidas en el mismo, y gozan de todos los privilegios de un miembro del Parlamento con excepción que no pueden votar u ocupar un cargo dentro del mismo.

## Poder ejecutivo
El poder ejecutivo se encuentra ejercido por el presidente quién tiene el rol de jefe de Estado, comandante de las fuerzas armadas y quién elige a los ministros con la aprobación del Parlamento. En el poder ejecutivo también se encuentra el Consejo de Estado.

### Consejo de Estado
La labor principal del Consejo de Estado es la de asesorar al Presidente en el desempeño de sus funciones. Aconseja además a los Ministros, el Parlamento y demás instituciones establecidas por la Constitución. El Consejo posee un total de 25 miembros, de los cuales 11 son nombrados por el propio Presidente, 10 son elegidos por cada una de las diez regiones y 4 son representantes de instituciones. Los últimos cuatro miembros son funcionarios retirados: el expresidente del Tribunal Supremo, el exjefe de Estado Mayor de Defensa (CDS), el ex inspector general de la Policía (IGP) y el expresidente de la Cámara nacional.
El presidente debe consultar obligatoriamente al Consejo en el nombramiento de altos funcionarios públicos como embajadores, el presidente del Tribunal Supremo o el inspector general de la policía.

## Poder judicial
Según la Constitución de Ghana la justicia emana del pueblo, siendo administrada en nombre de la república por el Poder Judicial que es independiente y se encuentra sujeto a la Constitución. Los ciudadanos pueden ejercer la participación popular en la justicia a través de las instituciones públicas, los tribunales consuetudinarios, y los sistemas de jurado y asesor.
El sistema judicial está inspirado en el Common Law y el derecho consuetudinario.
El sistema judicial está compuesto por:
1. La Corte Suprema de Justicia,
2. El Tribunal de Apelación,
3. El Tribunal Supremo y
4. Los Tribunales regionales.[7]

La Corte Suprema está integrada por un Presidente de la Corte y no menos de nueve jueces. El Tribunal de Apelación incluye un Presidente y no menos de diez jueces, con competencia para conocer las apelaciones realizadas a partir de una sentencia, decreto u orden del Tribunal Supremo. En cuanto al Tribunal Supremo consiste en un Presidente y no menos de veinte jueces, teniendo la posibilidad los magistrados de cortes con jerarquía superior de sentarse en este tribunal como jueces en cualquier período; la jurisdicción del tribunal abarca todos los asuntos civiles y penales, con excepción de los relativos a la ‘traición’.